# Пиньейрус (Эспириту-Санту)
Пиньейрус (порт. Pinheiros)  —  муниципалитет в Бразилии, входит в штат Эспириту-Санту. Составная часть мезорегиона Северное побережье штата Эспириту-Санту. Входит в экономико-статистический  микрорегион Монтанья. Население составляет 21 330 человек на 2006 год. Занимает площадь 975,056 км². Плотность населения — 21,9 чел./км².

## История
Город основан 22 апреля 1964 года. 

## Статистика
- Валовой внутренний продукт на 2003 составляет 99.059.114,00 реалов (данные: Бразильский институт географии и статистики).
- Валовой внутренний продукт на душу населения на 2003 составляет 4.645,21 реалов (данные: Бразильский институт географии и статистики).
- Индекс развития человеческого потенциала на 2000 составляет 0,709 (данные: Программа развития ООН).